# 格氏塘鳢
格氏塘鳢（学名：Grahamichthys radiata）是格氏塘鳢属的唯一物种。该物种分布于西南太平洋地区，是新西兰的特有种。格氏塘鳢属还有一个化石种Grahamichthys frigophila Schwarzhans, 2019。

## 扩展阅读
- 維基物種上的相關：格氏塘鱧属
- WoRMS数据：http://www.marinespecies.org/aphia.php?p=taxdetails&id=269260 （页面存档备份，存于）